# Prequel to a Classic
Albums de Slum Village
Detroit Deli (A Taste of Detroit)
(2004) Slum Village
(2005)
Prequel to a Classic est une mixtape de Slum Village, sortie le 12 juillet 2005.

## Liste des titres
| No  | Titre                                                                                     | Durée |
| --- | ----------------------------------------------------------------------------------------- | ----- |
| 1.  | Intro (Produit par B. R. Gunna)                                                           | 0:19  |
| 2.  | Get Ya Paper (featuring Frank-n-Dank – Produit par B. R. Gunna)                           | 3:29  |
| 3.  | Can I Be Me (Produit par B. R. Gunna)                                                     | 0:29  |
| 4.  | Walk Wit Me (Produit par B. R. Gunna)                                                     | 1:03  |
| 5.  | Ez Up (featuring Dwele – Produit par B. R. Gunna)                                         | 0:48  |
| 6.  | We Be Dem, Pt. 2 (Produit par Karriem Riggins)                                            | 4:18  |
| 7.  | It'z Your World (featuring J. Isaac, J Dilla et Kurupt – Produit par J Dilla et Young RJ) | 4:09  |
| 8.  | In the Lab (Produit par T3)                                                               | 2:19  |
| 9.  | Do Our Thing (featuring The Dramatics – Produit par Karriem Riggins)                      | 4:14  |
| 10. | My Life (featuring Frank-n-Dank – Produit par B. R. Gunna)                                | 3:00  |
| 11. | Time Travel (Produit par B. R. Gunna)                                                     | 3:09  |
| 12. | Let Me See What Ya Got (featuring Lady T – Produit par B. R. Gunna)                       | 3:20  |
| 13. | Who Are We (Produit par J Dilla)                                                          | 3:34  |
| 14. | Ghetto Movies (featuring B. R. Gunna et Fat Ray – Produit par B. R. Gunna)                | 2:44  |
| 15. | Up (featuring B. R. Gunna et Fat Ray – Produit par B. R. Gunna)                           | 2:47  |
| 16. | Let's Go (Produit par B. R. Gunna)                                                        | 2:10  |
| 17. | Who Boy (Produit par B. R. Gunna)                                                         | 2:25  |